# Boophis burgeri
Boophis burgeri is een kikker uit de familie gouden kikkers (Mantellidae). De soort werd voor het eerst wetenschappelijk beschreven door Frank Glaw en Miguel Vences in 1994. De soort behoort tot het geslacht Boophis. De soortaanduiding burgeri is een eerbetoon aan Marius Burger.

## Leefgebied
De kikker is endemisch in Madagaskar. De soort leeft op een hoogte van 815 tot 900 meter boven zeeniveau in de subtropische bossen van Madagaskar en komt ook voor in nationaal park Andasibe Mantadia.